# عزیز گردی

## آغاز زندگی
عزیزاحمد عبدالله مشهور به عزیز گَردی نویسنده و مترجم کرد تبار زاده سلیمانیه عراق بود.عزیز گردی در نوجوانی مطالعه زبان های خارجی را آغاز کرد.

عزیز گردی ضمن اشراف کامل به لهجه‌های کرمانجی، سورانی و هورامی زبان کردی و تحصیل به زبان فرانسه در دانشگاه بغداد، بر زبان‌های انگلیسی، عربی و فارسی هم مسلط بود.
عزیز گردی مطالعه، تألیف و ترجمه را بر ازدواج، تشکیل خانواده و تدریس در دانشگاه ترجیح داد و در زادگاه خود روستای «بحرکه» در حومه اربیل با ادبیات عجین شد.

##### فعالیت های ادبی
- ترجمه هشت جلد از آثار اوریانا فلاچی
- روانشناسی در ادبیات کردی، ادبیات و نقد، ادبیات خارجی، یک مرد، وزن شعر کلاسیک کردی